# Ankimo
Ankimo (jap. 鮟肝 ankimo) – wątroba żabnicy i potrawa japońskiej kuchni z niej sporządzana.

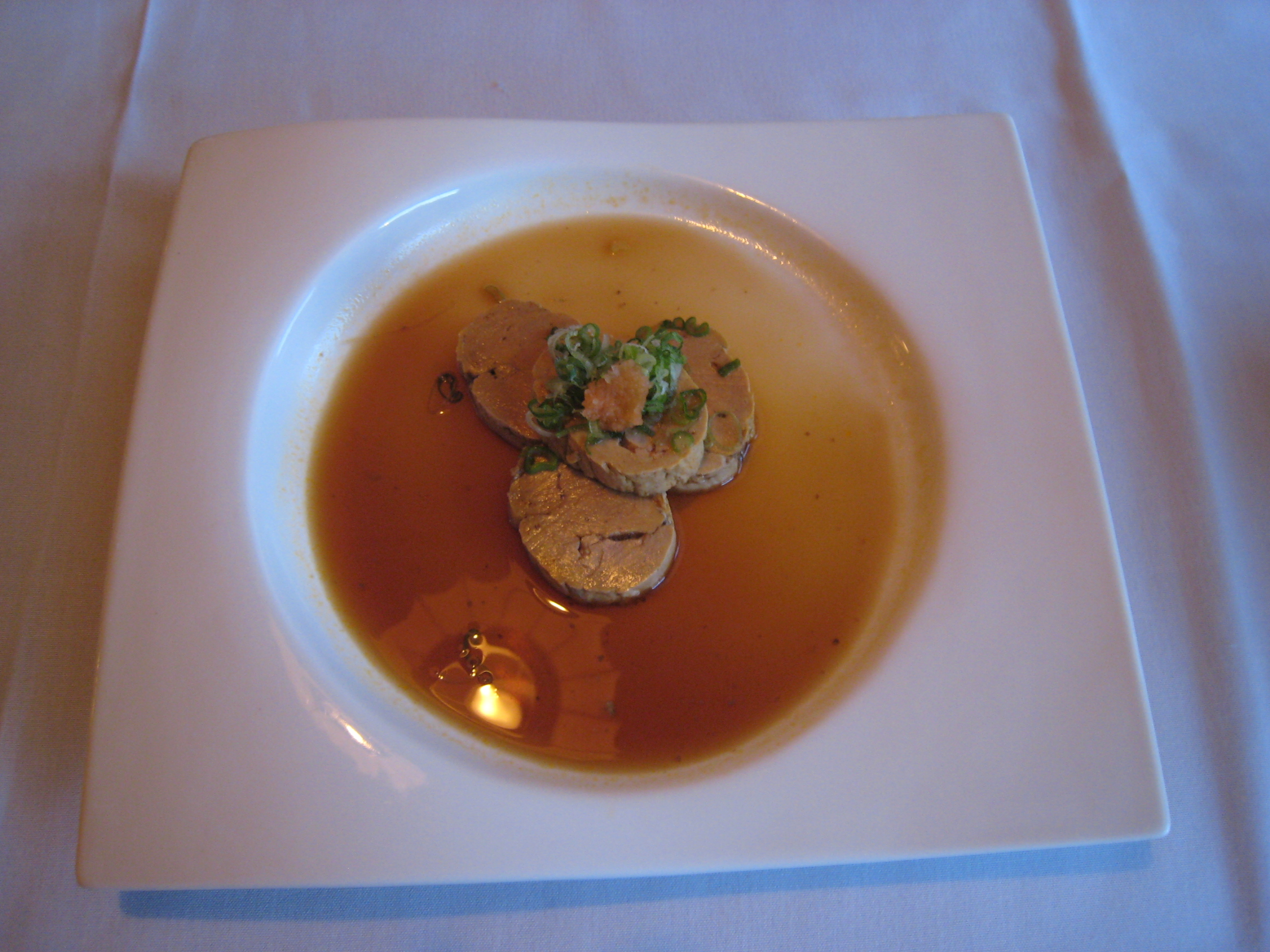

Wątroba ryby jest najpierw nacierana solą, a potem płukana. Potem usuwa się z niej naczynia, zwija w rulonik i dusi. Podawana jest z surówką ze startej rzodkwi daikon, zmieszanej z sosem momiji-oroshi z czerwonego pieprzu (czerwonej, ostrej papryki), pokrojonymi w cienkie talarki zielonymi cebulami i sosem ponzu.
Słowo momiji-oroshi oznacza dosłownie „starte liście klonu japońskiego”. Jesienią przybierają one intensywną barwę czerwoną i z tego względu taką nazwę otrzymał ten sos.